# Eulia
Eulia är ett släkte av fjärilar som beskrevs av Jacob Hübner 1825. Eulia ingår i familjen vecklare.

## Bildgalleri

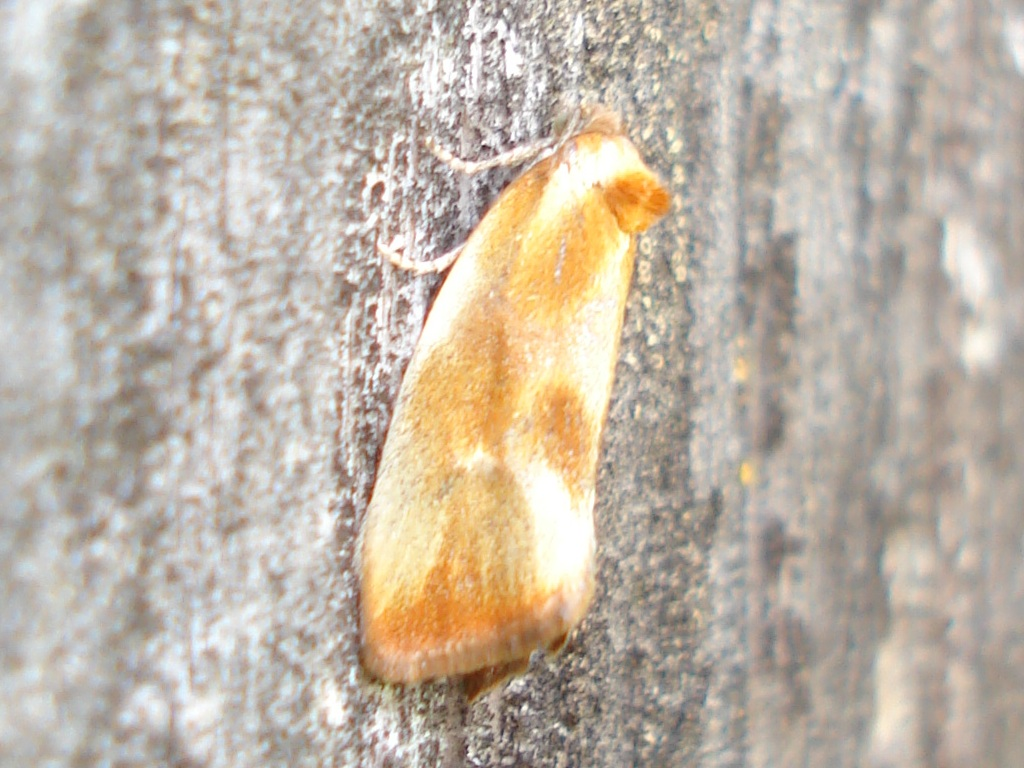
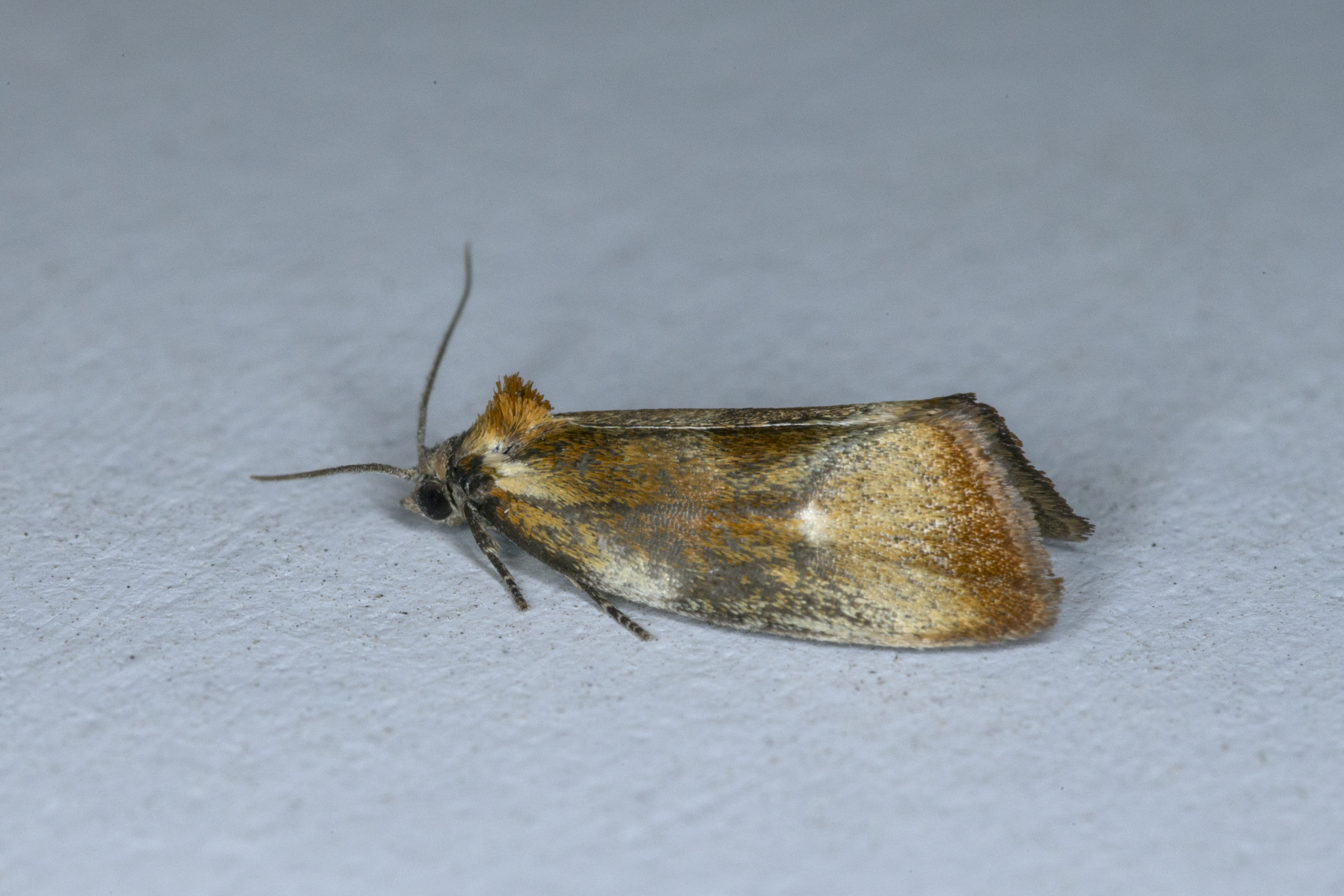
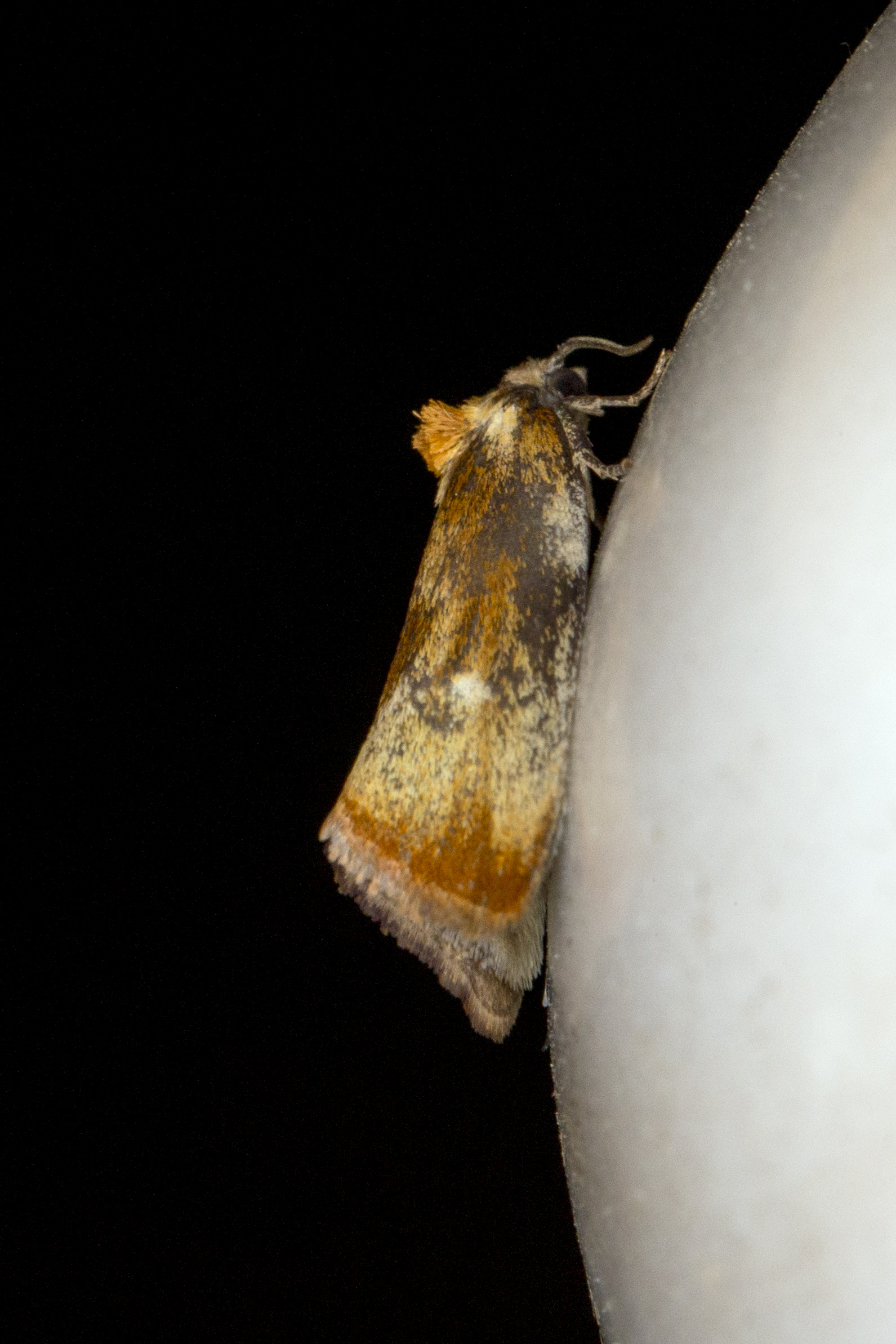
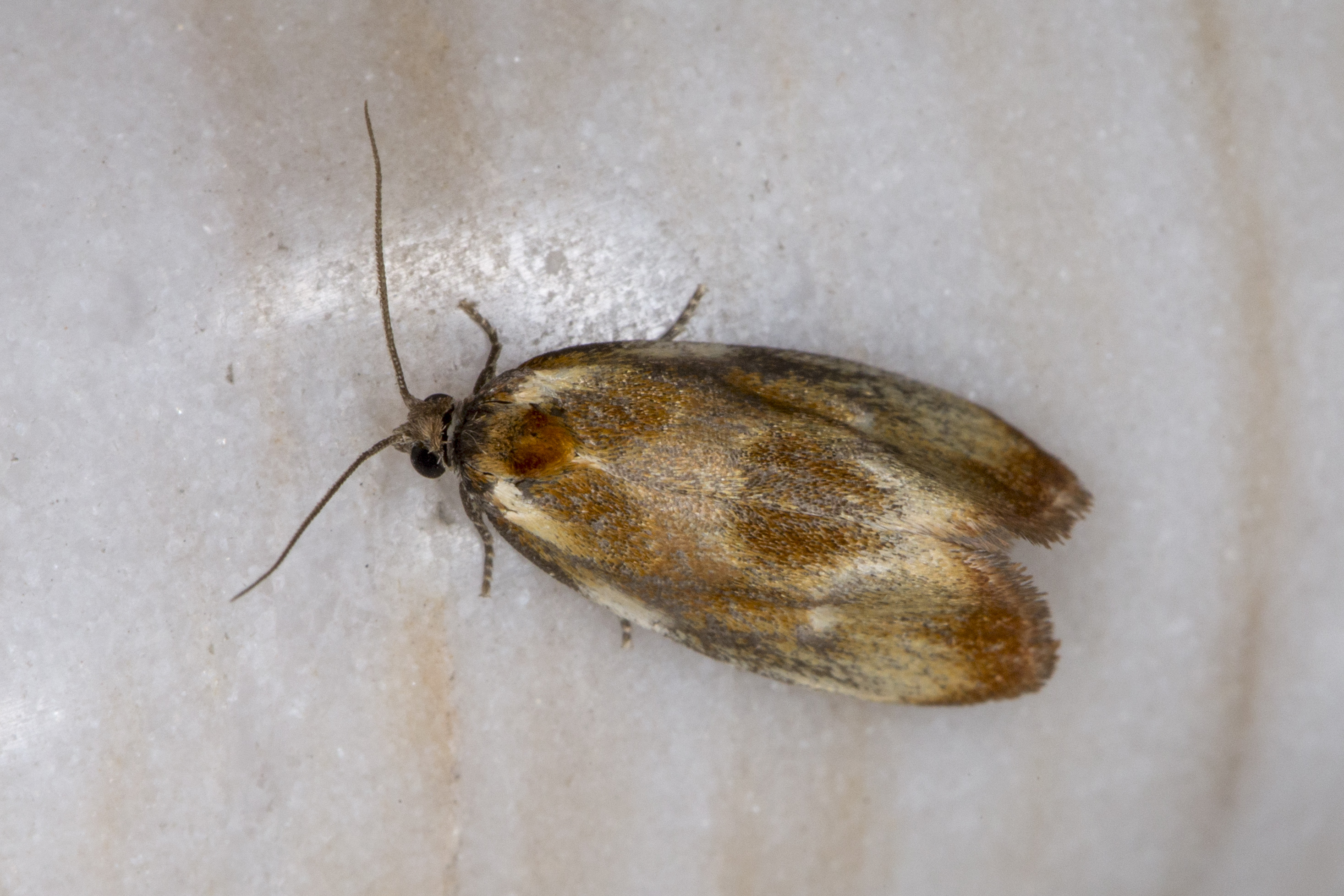
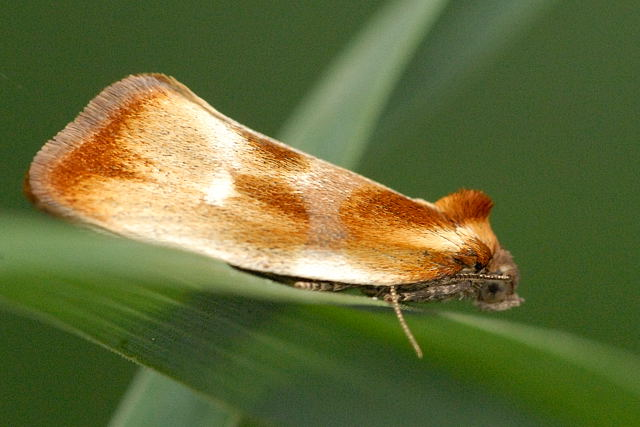

## Dottertaxa tillEulia, i alfabetisk ordning[1][2]
- Eulia achyritis
- Eulia ambitana
- Eulia ancillana
- Eulia argyraspis
- Eulia capucina
- Eulia ceramicana
- Eulia chlorippa
- Eulia citharexylana
- Eulia clisias
- Eulia copiosana
- Eulia crebrana
- Eulia defricata
- Eulia dentata
- Eulia dermatopa
- Eulia dilutanus
- Eulia dryoglypta
- Eulia dryonephela
- Eulia epicremna
- Eulia eurychlora
- Eulia falerniana
- Eulia ferrugana
- Eulia fissiculata
- Eulia flaminia
- Eulia fletcheriella
- Eulia fuscocinereus
- Eulia fuscoviridis
- Eulia grammotorna
- Eulia haematitis
- Eulia haemothicta
- Eulia hyacinthina
- Eulia inclusana
- Eulia incomptana
- Eulia incusa
- Eulia infuscanus
- Eulia insipidana
- Eulia juncta
- Eulia leopardellus
- Eulia leprana
- Eulia leucobactra
- Eulia leucomelaena
- Eulia leucostichas
- Eulia livoniana
- Eulia longiplicatus
- Eulia loxonephes
- Eulia lutosulana
- Eulia lysimachiae
- Eulia memoriana
- Eulia ministrana
- Eulia miserulana
- Eulia moniliata
- Eulia multifurcata
- Eulia negatana
- Eulia notocosma
- Eulia ocystola
- Eulia oligachthes
- Eulia ophiodes
- Eulia oppressa
- Eulia pictoriana
- Eulia prosecta
- Eulia punctiferanus
- Eulia pycnomias
- Eulia pyrrhocolona
- Eulia ranunculata
- Eulia rhizosema
- Eulia sclerophracta
- Eulia sectionalis
- Eulia setosa
- Eulia simiana
- Eulia spoliana
- Eulia strophota
- Eulia subfasciana
- Eulia sublichenoides
- Eulia subsenescens
- Eulia terasana
- Eulia trapeziodes
- Eulia triquetra
- Eulia trochilidanus
- Eulia umbellifera
- Eulia vestitanus